# Kamensk-Uralsky
Kamensk-Uralsky (tiếng Nga: Каменск-Уральский) là một thành phố Nga, ở nơi hợp lưu của sông Kamenka và sông Iset (lưu vực sông Ob). Thành phố này thuộc chủ thể Sverdlovsk Oblast. Thành phố có dân số 186.153 người (theo điều tra dân số năm 2002. Đây là thành phố lớn thứ 98 của Nga theo dân số năm 2002. Dân số qua các thời kỳ: 174,710 (Điều tra dân số 2010); 186,153 (Điều tra dân số 2002); 207,780 (Điều tra dân số năm 1989); 173,000 (1972); 51,000 (1939).